# 殉道纪念塔
51°45′18″N 1°15′32″W / 51.75509°N 1.25901°W

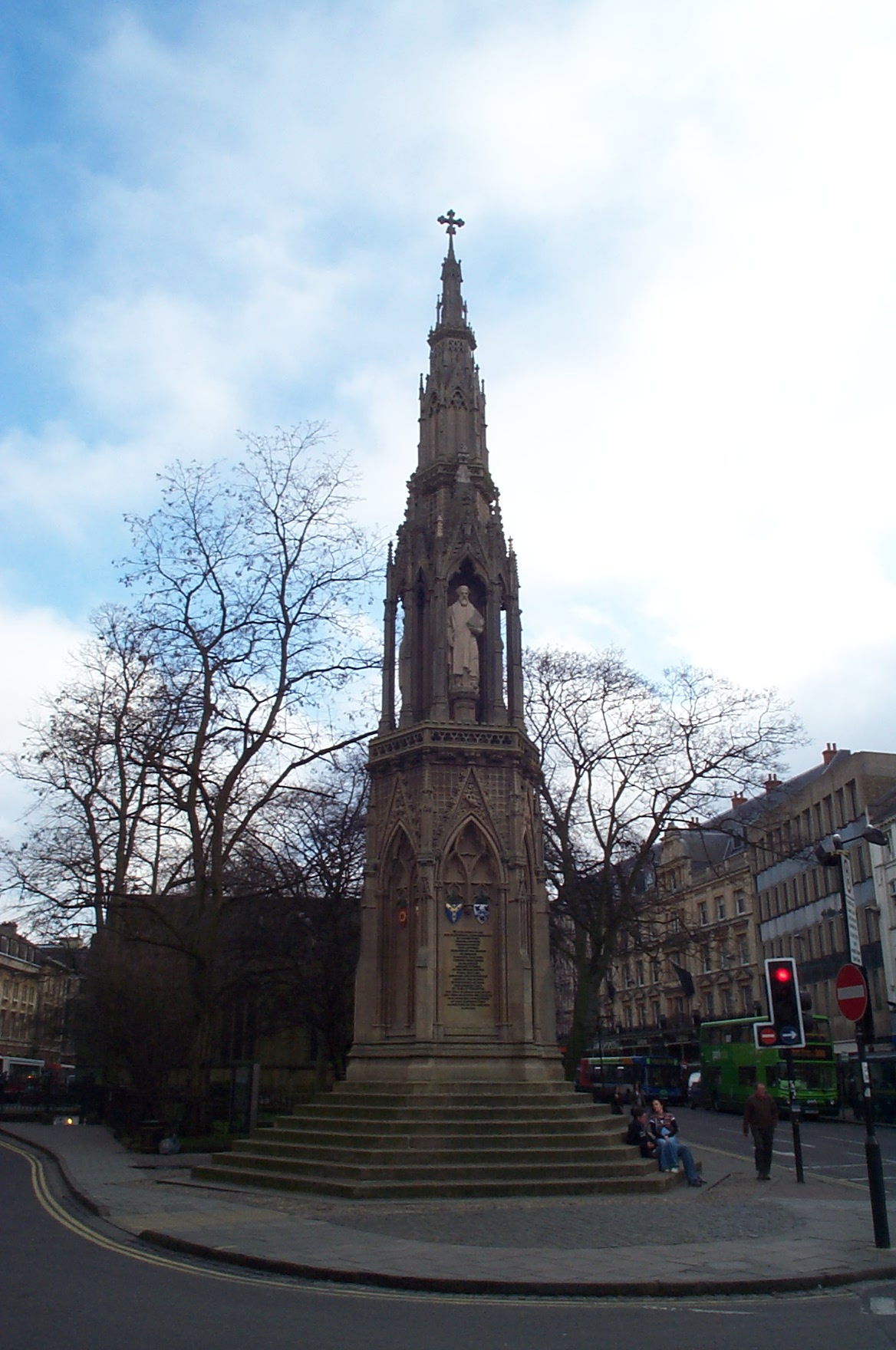
殉道纪念塔

殉道纪念塔（Martyrs' Memorial）位于英国牛津的圣吉尔斯街（St Giles'）、抹大拉街（Magdalen Street）和博蒙街（Beaumont Street）交汇处，牛津大学贝利奥尔学院外，为纪念16世纪“牛津殉道者”而建。
殉道纪念塔由乔治·吉尔伯特·斯科特爵士设计，完成于1843年，维多利亚哥特式风格，如同主教座堂的尖顶。托马斯·克兰麦、休·拉蒂默和尼古拉斯·里德利三人的雕像是由亨利·威克斯设计。现已列为英国二级登录建筑。